# Pomnik Aleksandra Macedońskiego w Salonikach
Pomnik Aleksandra Macedońskiego w Salonikach – brązowy pomnik konny przedstawiający Aleksandra Macedońskiego, zlokalizowany w Salonikach, odsłonięty w 1974 roku.